# 中国共产党伊犁哈萨克自治州委员会
43°55′00″N 81°19′14″E / 43.91655°N 81.32051°E
中国共产党伊犁哈萨克自治州委员会，简称中共伊犁州委，是中国共产党在中华人民共和国新疆维吾尔自治区伊犁哈萨克自治州的领导机关。前称中共伊犁地方委员会。

## 沿革
1955年3月成立，伊犁自治州委员会，下辖塔城、阿山地委和原伊犁地委所辖。文化大革命期间，中共伊犁州委变化较大。1966年5月，中共伊犁区委员会管辖中共塔城、阿勒泰地委；直辖中共伊宁市委和伊宁、霍城、尼勒克、新源、巩留、特克斯、昭苏县委及察布查尔锡伯自治县委；代管中共博尔塔拉蒙古自治州委。1969年5月，伊犁哈萨克自治州革命委员会成立，州革命委员会只管辖原来自治州直辖的8县1市，伊犁哈萨克自治州建制事实上从此中断。1970年1月成立的中共伊犁哈萨克自治州革命委员会核心小组，组长为钟良树。1970年5月，为王振中接任。1975年9月，经中华人民共和国国务院批准恢复伊犁哈萨克自治州建制。同时恢复成立伊犁地区。1980年，撤销伊犁地区建制，其所辖由伊犁州委直接领导。1984年9月，恢复伊犁地区建制，中共伊犁、塔城、阿勒泰地委再次归属伊犁州委领导。2001年，伊犁地区建制再次被撤销，其所辖各县市党委由伊犁州委直接领导。